# Novák Dániel
Novák Dániel (Kecskemét, 1798 – Buda, 1849. május 29.) építész, művészeti író.

## Életútja
A budai építési igazgatóság rajzolója, később előadója volt. 1837-ben ő tett javaslatot arra, hogy a budai Váralagutat megépítsék, nagy szerepe volt Pest és Buda korabeli városképének kialakításában. Ő tervezte a balassagyarmati börtönt. Művészeti cikkei megjelentek a Társalkodó, Regélő, Hasznos Mulatságok, Honművész és egyéb folyóiratokban. Ő írta meg az első magyar nyelvű művészeti adattárat. Buda visszafoglalásakor Heinrich Hentzi császári parancsnokkal való összejátszással vádolták meg, majd a honvéd haditörvényszék hazaárulásért hozott ítélet alapján 1849. május 29-én a Vérmezőn kivégeztette.

## Művei
- Hajdan-, közép- és újabbkori híresb képirók, szobrászok s rézmetszők' életrajza (Buda, 1835)